# Stefan Uroš II Milutin
Stefan Uroš II Milutin (Servisch: Стефан Урош II Милутин) (1253 — 29 oktober 1321) was de jongste zoon van Stefan Uroš I, uit het Huis Nemanjić, en Helena van Anjou, en tevens de broer van Stefan Dragutin. Hij was koning van Raška, Montenegro, Herzegovina en van alle Serven (1282-1321).
Nadat zijn broer in 1282 als koning werd afgezet door de Serven, besteeg Milutin de troon, waarop hij ook de naam van zijn vader aannam. Onder zijn heerschappij werd Servië de toonaangevende macht in de Balkan. Milutin heerste over bijna het hele huidige Servië (zonder Belgrado en Vojvodina), Montenegro, Hercegovina, Zuid-Dalmatië en Noord-Albanië. Toen het Bulgaarse vorstendom Vidin een veldtocht tegen Servië ondernam, sloeg Milutin deze neer, en veroverde hij samen met zijn broer het van Vidin afhankelijke vorstendom Braničevo. Zo bekwam Servië voor het eerst een grens aan de Donau.
Milutin stond bekend als een kunstliefhebber en kerkenbouwer. Zo verbouwde hij 40 kerken en kloosters, waarvan zijn belangrijkste kloosterstichting die van Gračanica in Kosovo is. Hij vernieuwde ook het klooster Hilandar op de berg Athos.
Milutin stierf in het jaar 1321 in het kasteel van Nerodimlja in het huidige Kosovo, en werd begraven in Sofia. Hij werd opgevolgd door zijn door hem verstoten zoon Stefan Uroš III Dečanski.

## Huwelijken en nakomelingen
Milutin had ook een reputatie omwille van zijn huwelijken; hij trouwde vijfmaal en had de volgende kinderen:
1. Jelena, een minderjarige Servische edelvrouw:
  1. Stefan Uroš III Dečanski
  2. Anna Neda, gehuwd met Michael Shishman van Bulgarije
2. Helena Doukaina Angelina, dochter van Jan I van Thessalië
3. Elisabeth (1255- 1313), dochter van koning Stefanus V van Hongarije:
  1. Zorica ( -  juli 1308), bleef ongehuwd
4. Anna, de dochter van George I van Bulgarije:
  1. Stefan Constantinus, tegenkoning van Servië van 1321 tot 1322
5. de toen vijfjarige Simonis Palaiologina, dochter van de Byzantijnse keizer Andronikos II.